# Эррен, Герхард
Герхард Йозеф Арнольд Эррен (нем. Gerhard Josef Arnold Erren; 4 марта 1901, Рашова, Германская империя — 17 июля 1984, Бергедорф, Гамбург, ФРГ) — немецкий гебитскомиссар белорусского города Слонима, военный преступник, ответственный за уничтожение тысяч евреев.

## Биография
Герхард Эррен родился 4 марта 1901 года в семье учителя. С 1907 по 1915 год ходил в народную школу в Лаурахютте и до 1918 года посещал реальное училище в Мисловице. Получил педагогическое образование, сдав в 1921 году — первый, а в 1924 году второй учительский экзамен. Эррен преподавал историю, географию, а позже биологию в полицейской школе. В то же время посещал лекции по этим предметам в университете Бреслау и год учился в прусском училище физической культуры в Шпандау, сдав в 1928 году выпускной экзамен на учителя гимнастики и спорта. До октября 1931 года работал учителем физкультуры и спорта в гимназии в Леобшюце в Верхней Силезии.
После окончания Первой мировой войны с 1919 по 1922 год состоял в добровольческих корпусах и в пограничной охране в Верхней Силезии, принимал участие в битве при Аннаберге. В начале 20-х годов вступил в военизированную организацию Стальной шлем. В апреле 1933 года был зачислен в Штурмовые отряды (СА). 1 мая 1933 года вступил в НСДАП (билет № 3532894). После прохождения специального курса в учебном лагере Фогельзанг с 1937 по 1939 год работал в национал-социалистическом молодёжном тренировочном центре в Крёзинзее. В декабре 1939 был призван в вермахт и служил в 246-м пехотном полку. С мая по июль 1940 года принимал участие во Французской кампании. В июле 1941 года был демобилизован. С августа 1941 по июль 1944 года занимал должность гебитскомиссара города Слонима и являлся руководителем гражданской администрации. Эррен был ответственным за истребление евреев.
В момент моего прибытия в Слонимском районе насчитывалось 25 000 евреев, из них только в городе Слониме проживало 16 000, что составляло 2/3 общего населения города. Создание гетто было невозможным, так как не было ни колючей проволоки, ни достаточной охраны. Поэтому я принял решение о проведении в будущем большой акции. Сначала была проведена экспроприация мебели и оборудования для укомплектации немецкой канцелярии и кварталов вермахта. [...] Непригодный для немцев материал был продан населению, а выручка была сдана в казну. Затем была проведена точная регистрация евреев по количеству, возрасту и профессии, из них были выделены ремесленники и квалифицированные рабочие, им были выданы удостоверения личности и они были отделены в особые помещения. 13 ноября СД провела акцию, которую освободила меня от ненужных ртов; теперь у меня в распоряжении было 7000 евреев, которые могли участвовать в рабочем процессе, работать добровольно и под страхом смерти, и которые в начале года должны быть перепроверены и рассортированы для дальнейшего уменьшения количества.
Во время проведения карательных акций Эррен появлялся с оружием в руках, а евреев выгоняли из домов. В сентябре 1942 года в отчёте он написал: «Я был обрадован, что количество в 25 000 евреев, первоначально проживавших в этой области, сократилось до 500». Осенью 1943 года подал заявку на вступление в СС и 2 марта 1944 года был принят в организацию в звании штурмбаннфюрера. С февраля 1945 года был руководителем идеологической подготовки в войсках СС.

### После войны
По окончании войны до 1948 года находился в британском плену. Благодаря фальсификации своих личных данных, в 1949 году снова смог стать учителем в высшей технической школе «Ам бринк», расположенной в одном из районов Гамбурга. С началом предварительного следствия в отношении по делу об убийстве евреев был уволен из школы в 1960 году. С 1961 по 1971 год он преподавал в частной школе. 25 июня 1974 года был приговорён земельным судом Гамбурга к пожизненному тюремному заключению. Ему вменялась в вину смерть 15 тысяч евреев. Он был «господином, который ходил по Слониму с собакой и кнутом, публично избивая евреев». Эррен не отбывал своё наказание в связи с тем, что Федеральный верховный суд ФРГ 16 сентября 1975 года отменил решение гамбургского суда по формальным обстоятельствам. Новое судебное заседание в 1976 году из-за состояния здоровья Эррена не состоялось. 7 января 1977 года уголовное дело было закрыто по причине недееспособности Эррена. Умер в 1984 году.